# Kanadas Grand Prix 2001
Kanadas Grand Prix 2001 var det åttonde av 17 lopp ingående i formel 1-VM 2001.

## Resultat
1. Ralf Schumacher, Williams-BMW, 10 poäng
2. Michael Schumacher, Ferrari, 6
3. Mika Häkkinen, McLaren-Mercedes, 4
4. Kimi Räikkönen, Sauber-Petronas, 3
5. Jean Alesi, Prost-Acer, 2
6. Pedro de la Rosa, Jaguar-Cosworth, 1
7. Ricardo Zonta, Jordan-Honda
8. Luciano Burti, Prost-Acer
9. Tarso Marques, Minardi-European
10. Jos Verstappen, Arrows-Asiatech (varv 65, bromsar)
11. Jarno Trulli, Jordan-Honda (63, bromsar)

### Förare som bröt loppet
- David Coulthard, McLaren-Mercedes (varv 54, motor)
- Olivier Panis, BAR-Honda (38, bromsar)
- Jacques Villeneuve, BAR-Honda (34, bakaxel)
- Enrique Bernoldi, Arrows-Asiatech (24, motor)
- Juan Pablo Montoya, Williams-BMW (19, olycka)
- Rubens Barrichello, Ferrari (19, snurrade av)
- Jenson Button, Benetton-Renault (17, oljeläcka)
- Fernando Alonso, Minardi-European (7, transmission)
- Nick Heidfeld, Sauber-Petronas (1, kollision)
- Eddie Irvine, Jaguar-Cosworth (1, kollision)
- Giancarlo Fisichella, Benetton-Renault (0, kollision)

## VM-ställning
| Förarmästerskapet 1. Michael Schumacher, Ferrari, 58 2. David Coulthard, McLaren-Mercedes, 40 3. Rubens Barrichello, Ferrari, 24 | Konstruktörsmästerskapet 1. Ferrari, 82 2. McLaren-Mercedes, 48 3. Williams-BMW, 28 |